# Phanerota brunnessa
Phanerota brunnessa är en skalbaggsart som beskrevs av Ashe 1986. Phanerota brunnessa ingår i släktet Phanerota och familjen kortvingar. Inga underarter finns listade i Catalogue of Life.